# The Street Fighter
Street Fighter (in het Japans: Gekitotsu! Satsujin ken) is een film uit 1974 onder regie van Shigehiro Ozawa. De film werd populair in de jaren zeventig en tachtig tijdens de Kungfu rage en betekende internationaal succes voor hoofdrolspeler Sonny Chiba.

## Verhaal
Terry Tsurugi (Chiba) is een vechtmeester die klusjes doet voor geld. Wanneer hij een ter dood veroordeelde man helpt te ontsnappen uit de gevangenis, blijkt het dat zijn opdrachtgevers (de broer en zus van de man) hem niet kunnen betalen. Dus vermoordt hij in een gevecht de broer en verkoopt de zus aan een pooier. Wanneer de Yakuza hoort over de ontsnapping willen ze hem inhuren om de dochter van een oliemagnaat te kidnappen. Wanneer hij dit aanbod afslaat, probeert de Yakuza hem te vermoorden, omdat hij te veel weet. Wanneer dat gebeurt, zorgt hij er persoonlijk voor, dat niemand het meisje kwaad doet. Daarnaast wil ook nog eens de ontsnapte man wraak op zijn broer en zus.

## Rolverdeling
| Acteur               | Personage             |
| -------------------- | --------------------- |
| Sonny Chiba          | Takuma Tsurugi        |
| Yutaka Nakajima      | Sarai Chuayut-Hammett |
| Goichi Yamada        | Rakuda Zhang          |
| Masashi Ishibashi    | Tateki Shikenbaru     |
| Jiro Chiba           | Gijun Shikenbaru      |
| Etsuko "Sue" Shihomi | Nachi Shikenbaru      |
| Masafumi Suzuki      | Kendo Masaoka         |
| Nobuo Kawai          | Tetsunosuke Tsuchida  |
| Ken Kazama           | Senkaku Kan           |
| Yushiro Sumi         | Onaga                 |
| Rinichi Yamamoto     | Kowloon Dingsau       |
| Fumio Watanabe       | Renzo Mutaguchi       |
| Osman Yusuf          | Kingstone             |
| Tatsuo Endo          | Bayan                 |
| Chico Roland         | Bondo                 |
| Tony Cetera          | Abdul Jadot           |